# Trachichthyiformes
Trachichthyiformes es un orden de peces  con aletas radiadas en el superorden Acanthopterygii. Este clado de taxones consta de al menos 13 familias de peces, que incluye:
*Diretmidae, 
*Anomalopidae, 
*Monocentridae, 
*Trachichthyidae, 
*Melamphaidae, 
*Gibberichthyidae, 
*Stephanoberycidae, 
*Hispidobcrycidae, 
*Rondeletiidae, 
*Barbourisiidae, 
*Megalomycteridae
*Cetomimidae.